# Brent Petway
Brenton LaJames Petway, detto Brent (Warner Robins, 12 maggio 1985), è un ex cestista statunitense.

## Palmarès

### Squadra
- Campione NIT (2004)
- Campione NBDL (2008)
- Campionato greco: 1

Olympiacos: 2014-15
- Coppa Intercontinentale: 1

Olympiacos: 2013

### Individuale
- NBA Development League Defensive Player of the Year Award (2009)